# 大阪府道172号布施停車場線
大阪府道172号布施停車場線（おおさかふどう172ごう ふせていしゃじょうせん）は、大阪府東大阪市から大阪市生野区を経由して、東大阪市に至る一般府道である。

## 概要
東大阪市足代2丁目から大阪市生野区を経由して、東大阪市岸田堂南町に至る。
路線の一部が大阪市域をかすめている（大阪市生野区小路東6丁目地先）。

### 路線データ
- 起点：大阪府東大阪市足代2丁目（近鉄大阪線・近鉄奈良線 布施駅前）
- 終点：大阪府東大阪市岸田堂南町（岸田堂交差点、大阪府道173号大阪八尾線交点）

## 地理

### 通過する自治体
- 大阪府
  - 東大阪市 - 大阪市（生野区） - 東大阪市

### 交差する道路
| 交差する道路            | 交差する場所 | 交差する場所        |
| ----------------------- | ------------ | ------------------- |
| 大阪府道173号大阪八尾線 | 岸田堂南町   | 岸田堂交差点 / 終点 |

### 沿線
- 近鉄大阪線・近鉄奈良線 布施駅
- 三ノ瀬公園
- ヒバリヤ書店